# Beauty & the Beat
Beauty & the Beat (стилиризуется как beauty&thebeat) — дебютный мини-альбом южнокорейской гёрл-группы LOONA его саб-юнита Loona yyxy, выпущенный 30 мая 2018 года звукозаписывающим лейблом Blockberry Creative. Альбом состоит из пяти треков и содержит трек, записанный совместно с канадской певицей Grimes.

## Релиз и промоушен
Группа впервые рассказал о грядущем альбоме 10 мая 2018 года и продолжала публиковать фотографии участников группы и её отдельных участников отдельных участников в течение следующих недель. 20 мая было официально подтверждено, что канадская певица Grimes будет участвовать в записи трека «Love4eva». Альбом вышел 30 мая вместе с официальным музыкальным клипом на трек «Love4eva».

## Трек-лист
Credits adapted from Naver.
| №                   | Название                        | Текст песни         | Музыка                                                        | Длительность |
| ------------------- | ------------------------------- | ------------------- | ------------------------------------------------------------- | ------------ |
| 1.                  | «Dal Segno»                     |                     | Artronic Waves, Billy Jean (BADD), SlyBerry                   | 1:07         |
| 2.                  | «Love4eva» (совместно с Граймс) | Dally, Jaden Jeong  | E-Tribe, Nara (BADD), Billy Jean (BADD), Kim Jin-hyung (BADD) | 3:41         |
| 3.                  | «Frozen»                        | Hwang (MonoTree)    | Hwang (MonoTree)                                              | 3:29         |
| 4.                  | «One Way»                       | Gamdongis           | Gamdongis, Seo Jae-ha, Kim Yeong-seong                        | 3:29         |
| 5.                  | «Rendezvous 18.6y»              | G-High (MonoTree)   | G-High (MonoTree), Son Go-eun (MonoTree)                      | 3:27         |
| Общая длительность: | Общая длительность:             | Общая длительность: | Общая длительность:                                           | 15:29        |

## Чарты
| Чарт (2018)                | Пиковая позиция |
| -------------------------- | --------------- |
| South Korean Albums (Gaon) | 4               |